# Красные узкороты
Красные узкороты (лат. Dyscophus) — род бесхвостых земноводных из семейства узкоротов, единственный в подсемействе Dyscophinae.

## Распространение
Представители рода обитают только на острове Мадагаскар.

## Описание

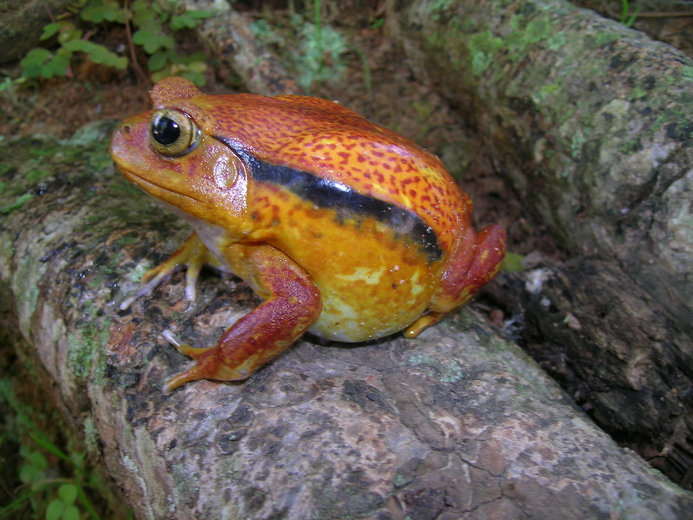
Винный узкорот

Размеры от 5 до 10,5 см. Наблюдается половой диморфизм: самки крупнее самцов. Голова большая, морда короткая. Тело массивное, кожа содержит токсины. Окраска спины колеблется от желтовато-оранжевого до тёмно-красного. Самки более яркие, у самцов и молодых особей цвета тусклее. Брюхо желтоватое, у некоторых видов с чёрными пятнами.

## Образ жизни

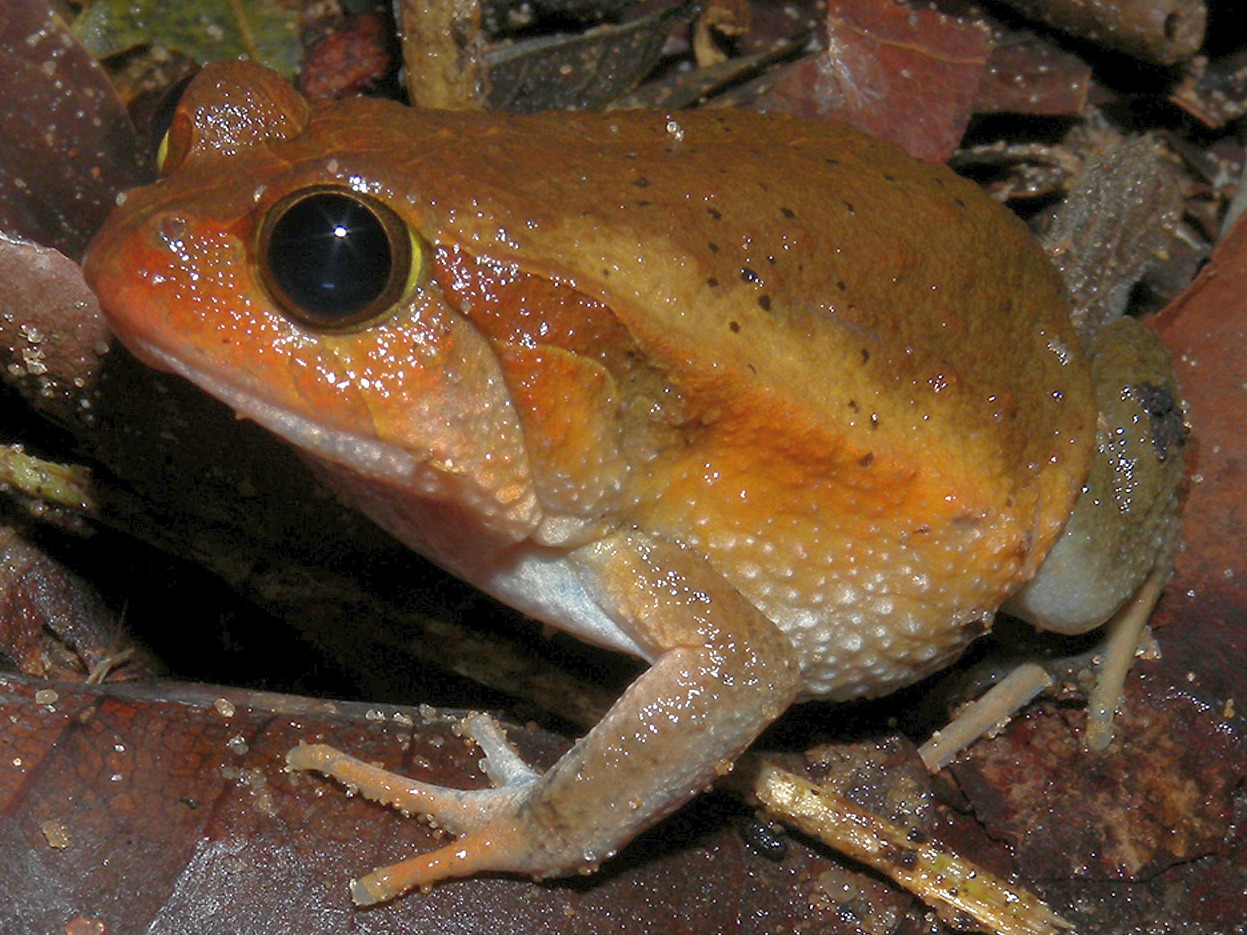
Серо-розовый узкорот

Обитают в тропических лесах, вблизи от стоячих водоёмов. Активны ночью, питаются мелкими насекомыми и беспозвоночными. При опасности раздуваются и выделяют смолянистое токсичное вещество, способное вызывать аллергические реакции у людей. Продолжительность жизни от 6 до 8 лет.

## Размножение
Это яйцекладущие амфибии. Половая зрелость наступает в 9-14 месяцев. Спаривание происходит в сезон дождей.

## Классификация
На ноябрь 2018 года род включает 3 вида:
- Dyscophus antongilii Grandidier, 1877 — Томатный узкорот
- Dyscophus guineti (Grandidier, 1875) — Винный узкорот
- Dyscophus insularis Grandidier, 1872 — Серо-розовый узкорот, или красная островная жаба